# Współczynnik kształtu przebiegu czasowego
Współczynnik kształtu przebiegu czasowego, FF (od ang. form factor) – współczynnik określający kształt przebiegu okresowego, definiowany jako stosunek wartości skutecznej do wartości średniej z wartości bezwzględnej danego przebiegu
{\displaystyle FF={\frac {W_{sk}}{W_{e}}},}
gdzie:
{\displaystyle W_{sk}} – wartość skuteczna,
{\displaystyle W_{e}} – wartość średnia półokresowa.
Dla sinusoidy wartość FF wynosi
{\displaystyle FF_{sin}={\frac {\pi }{2{\sqrt {2}}}}=1{,}1107.}
Wartość 1,111 (a nawet 1,11) jest powszechnie używana w praktyce elektrotechnicznej jako punkt odniesienia dla kształtu przebiegów okresowych. Na przykład normy (zarówno międzynarodowe, jak i polskie) pomiarów strat mocy w materiałach magnetycznie miękkich definiują, że pomiar musi być dokonany przy kontrolowanym kształcie napięcia wtórnego, dla którego
{\displaystyle FF=1{,}1107\pm 1\%.}